# Fuji KM-2
Fuji KM-2 là một loại máy bay hạng nhẹ chạy bằng động cơ cánh quạt do Fuji Heavy Industries phát triển từ Beechcraft T-34 Mentor. Nhiều phiên bản khác nhau đã được sử dụng làm máy bay huấn luyện cơ bản trong Lực lượng Phòng vệ Nhật Bản.

## Thiết kế và phát triển
Fuji Heavy Industries được thành lập vào tháng 7 năm 1952 với tư cách là công ty kế thừa từ Công ty Máy bay Nakajima, sau đó họ tiến hành sản xuất theo giấy phép dòng máy bay huấn luyện Beechcraft T-34 Mentor. Fuji sử dụng một số chiếc T-34 để phát triển thành Fuji LM-1 Nikko, một máy bay liên lạc quân sự bốn chỗ ngồi trang bị động cơ Continental O-470 sức mạnh 225 mã lực. Với sự ra đời của động cơ mạnh hơn là Lycoming O-480 sức mạnh 340 mã lực, Fuji tiếp tục phát triển phiên bản LM-2. Cả LM-1 và LM-2 đều được Lực lượng Phòng vệ Mặt đất Nhật Bản sử dụng.
KM là phiên bản dân dụng bốn chỗ ngồi của LM-1, nhưng sử dụng động cơ Lycoming của LM-2. Sau khi chính phủ Nhật Bản sử dụng phiên bản KM để huấn luyện phi công dân sự, KM-2 được phát triển thành máy bay huấn luyện hai chỗ ngồi, chuyến bay đầu tiên diễn ra vào ngày 16 tháng 1 năm 1962. Tổng cộng có 64 chiếc KM-2 được chế tạo, trong đó Lực lượng Phòng vệ Biển Nhật Bản mua 62 chiếc làm máy bay huấn luyện cơ bản, còn Lực lượng Phòng vệ Mặt đất mua 2 chiếc và đặt tên là TL-1.
KM-2B là phiên bản phát triển tiếp theo của KM-2 để sử dụng làm máy bay huấn luyện chính cho Lực lượng Phòng vệ Trên không Nhật Bản (JASDF). Nó kết hợp cấu trúc và động cơ của KM-2 với kiểu buồng lái của T-34, chuyến bay đầu tiên diễn ra ngày 17 tháng 1 năm 1978. JASDF đã mua 50 chiếc KM-2B với tên gọi Fuji T-3, việc sản xuất được tiếp tục cho đến năm 1992 thì kết thúc.

## Quốc gia sử dụng
Nhật Bản
- Lực lượng Phòng vệ Trên không Nhật Bản
- Lực lượng Phòng vệ Biển Nhật Bản
- Lực lượng Phòng vệ Mặt đất Nhật Bản

## Thông số kỹ thuật (KM-2)
Dữ liệu lấy từ Jane's All The World's Aircraft 1966–1967

### Đặc điểm tổng quát
- Kíp lái: 2 người
- Chiều dài: 7,94 m (26 ft 1 in)
- Sải cánh: 10 m (32 ft 10 in)
- Chiều cao: 2,92 m (9 ft 7 in)
- Diện tích cánh: 16,49 m2 (177,5 ft2)
- Trọng lượng không tải: 1.134 kg (2.500 lb)
- Trọng lượng cất cánh tối đa: 1.750 kg (3.858 lb)
- Sức chứa nhiên liệu: 189 lít trong bình nhiên liệu chính, và có thể mang thêm 76 lít trong các bình nhiên liệu phụ
- Động cơ: 1 × động cơ pít-tông sáu xi lanh làm mát bằng không khí Lycoming IGSO-480-A1A6, sức mạnh 250 kW (340 mã lực)
- Cánh quạt: Cánh quạt 3 cánh tốc độ không đổi Hartzell HC-83X20-1B/9333C-3; đường kính 2,29 m (7 ft 6 in)

### Hiệu suất bay
- Vận tốc tối đa: 378 km/h (235 dặm/giờ; 204 hải lý/giờ) ở độ cao 4.880 m (16.000 ft)
- Vận tốc bay hành trình: 304 km/h (189 dặm/giờ, 164 hải lý/giờ) ở độ cao 3.050 m (10.000 ft)
- Tầm bay: 975 km (606 dặm, 526 hải lý)
- Trần bay: 8.170 m (26.800 ft)
- Vận tốc tăng độ cao: 7,7 m/giây (1.520 ft/phút)